# Superkavitation

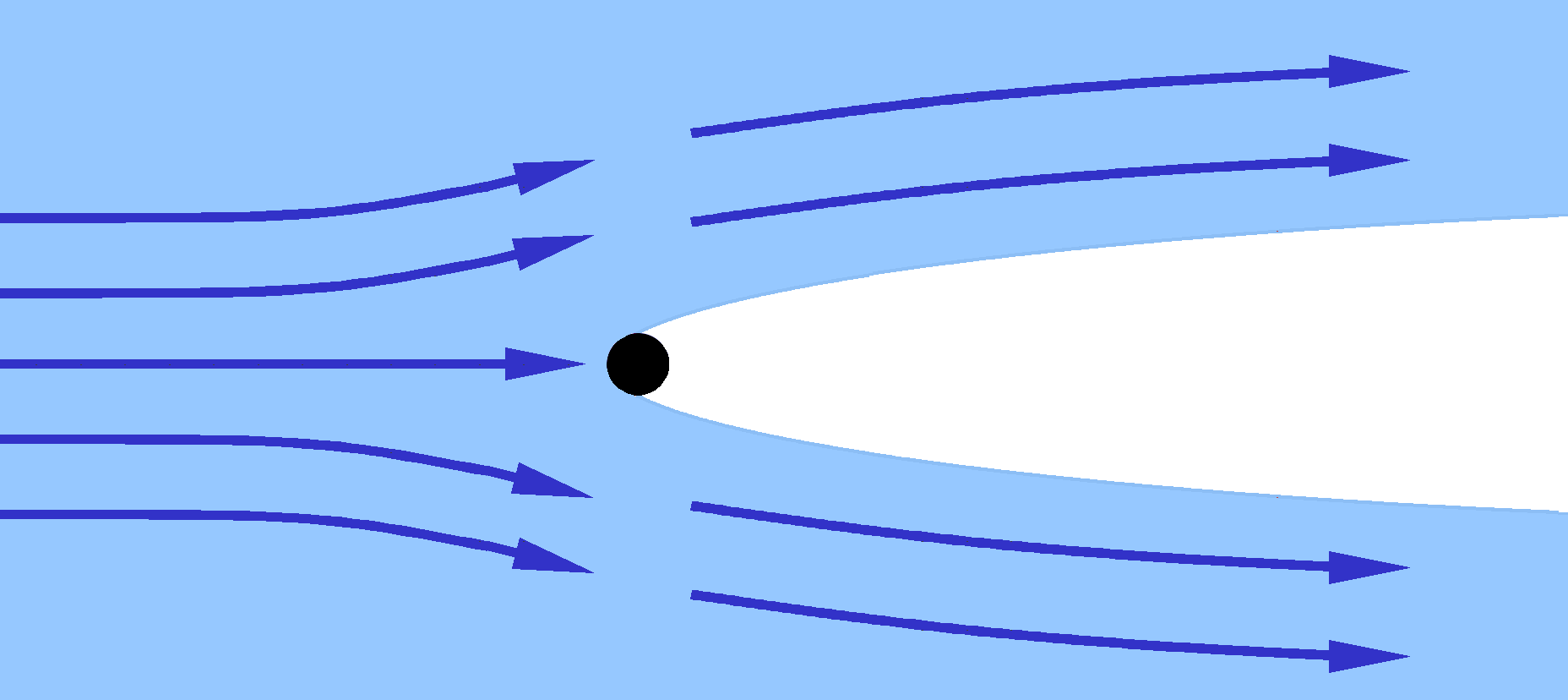
Kavitationsbildung hinter einem sehr schnell von Flüssigkeit umströmten Körper

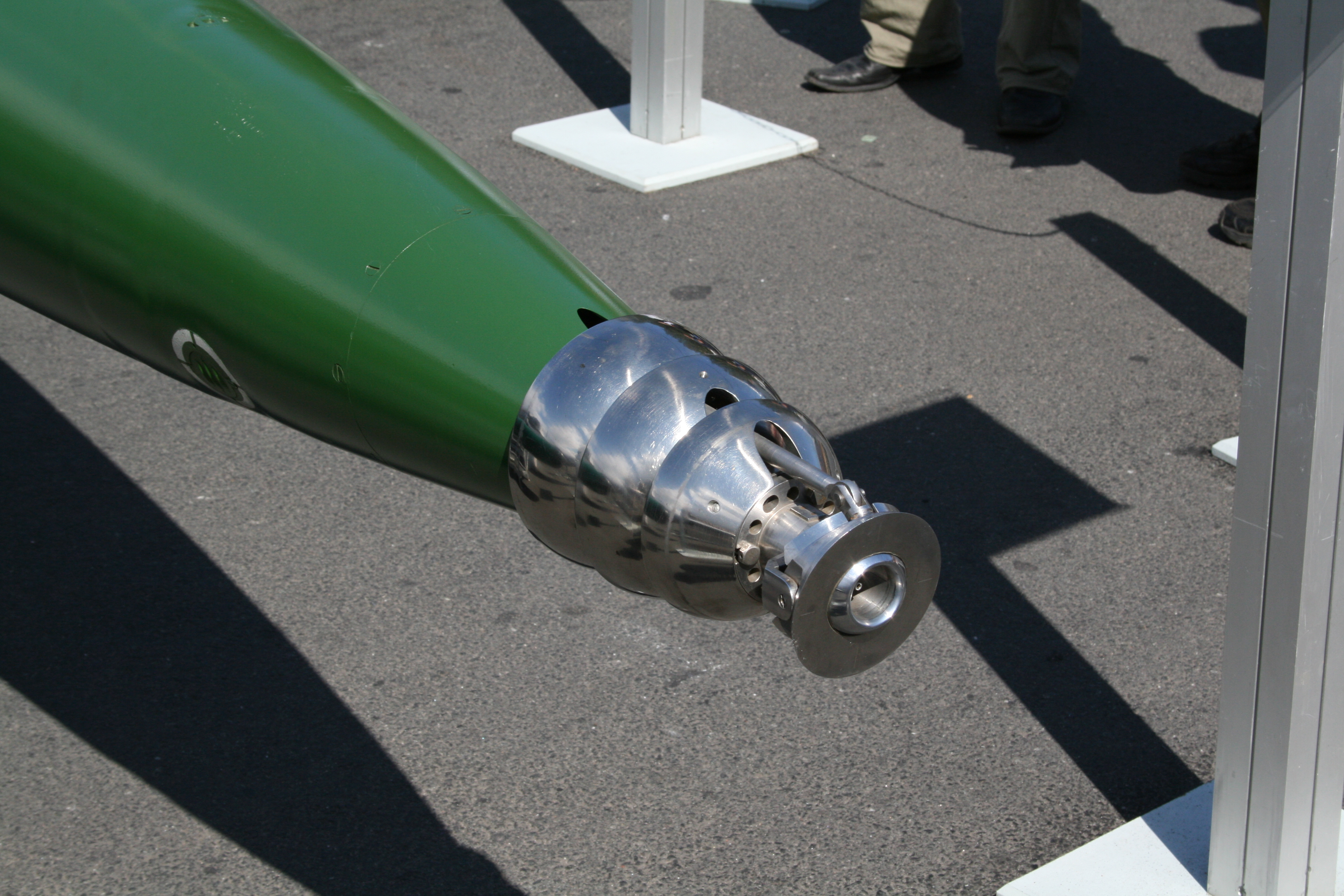
Kavitator eines Schkwal-Torpedos mit Gasausstoßöffnungen

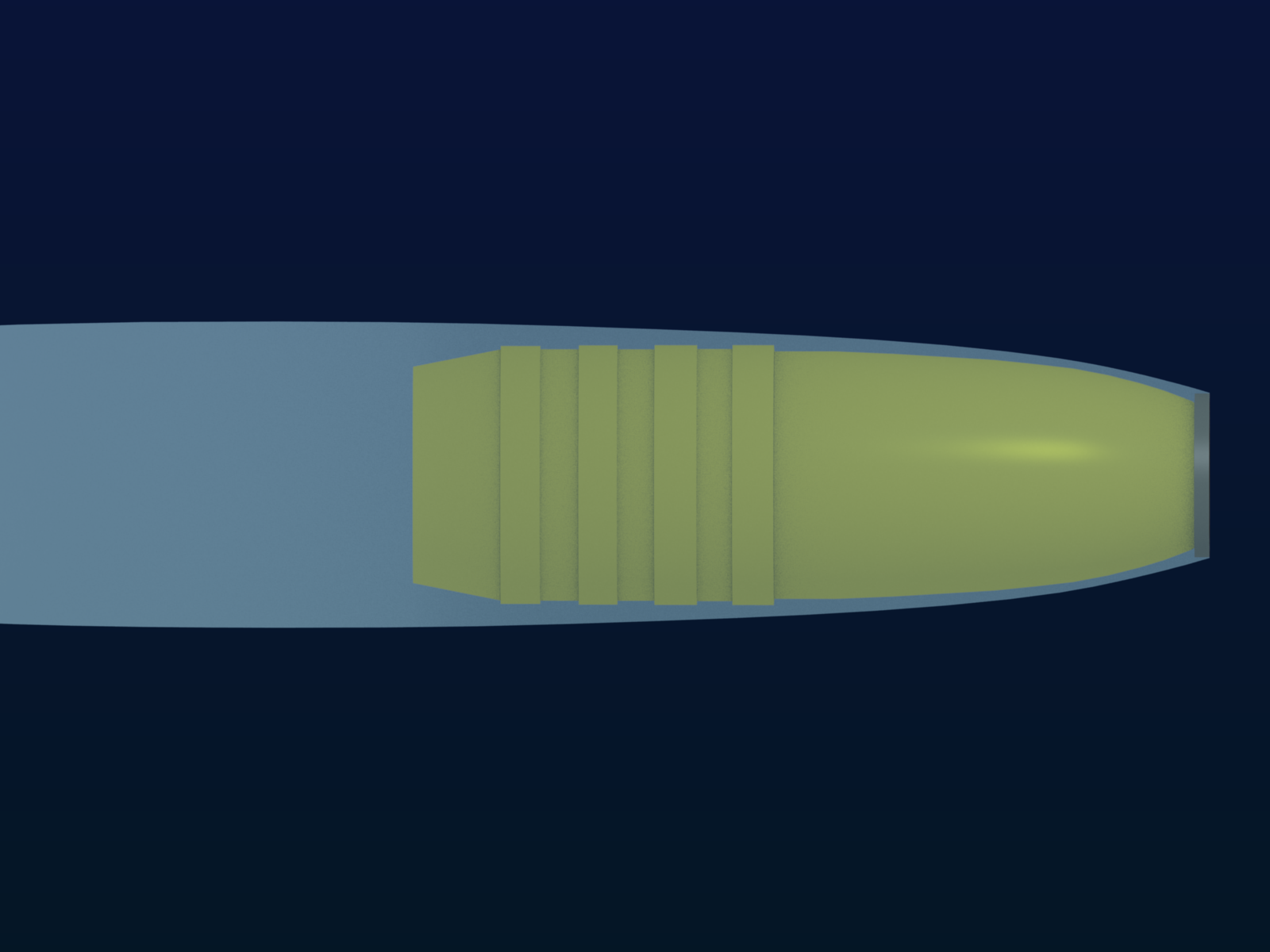
Superkavitationsblase um ein Unterwasserprojektil (Superpenetrator)

Die Superkavitation ist ein Fall von Kavitation (lat. cavus, "hohl"), bei dem sich hinter einem sehr schnell von Flüssigkeit umströmten Körper (Kavitator) durch den Verdrängungsimpuls der Druck so stark verringert, dass die Flüssigkeit ihrem Phasendiagramm folgend in die Dampfphase übergeht. In diesem ellipsoidförmigen gasgefüllten Bereich (Kavität oder Kaverne genannt) kann z. B. ein im Vergleich zum Kavitator sehr großes Objekt mit sehr geringem Strömungswiderstand durch die Flüssigkeit geführt werden. Nach Schätzungen sowjetischer Forscher ist ein unter Wasser in einer Superkavitation bewegter Gegenstand ab etwa 300 m/s einem geringeren Strömungswiderstand ausgesetzt als bei einer gleich schnellen Bewegung in Luft, unter der Voraussetzung, dass der in Luft bewegte Körper den gleichen Querschnitt aufweist wie die Kavität.

Die Geschwindigkeit zur Ausbildung einer Superkavitation in Wasser liegt im Bereich von 180 km/h, abhängig vom Druck und der Temperatur des Wassers und der Form des Kavitators.
Als erstes einsatzfähiges System, das die Superkavitation nutzt, wurde 1977 der Torpedo Schkwal nach etwa zehnjähriger Entwicklung von der Marine der Sowjetunion in Dienst gestellt. Seine Geschwindigkeit wird mit 370 km/h angegeben. Der Antrieb erfolgt durch ein Feststoffraketentriebwerk.
Ein Problem bei der Bewegung in einer Superkavitation ist die Steuerbarkeit, so waren frühe Modelle des Schkwal ungelenkt. Es wurden aber seitdem verschiedene Steuerkonzepte entwickelt, so rotieren aktuelle Versionen des Schkwal vermutlich um ihre Längsachse und sind dadurch mittels eines um eine Achse schwenkbaren Kavitators steuerbar.
Die Deutsche Marine entwickelte gemeinsam mit dem Konzern Diehl BGT Defence das Versuchsprojekt „Superkavitierender Unterwasserlaufkörper“, einen lenkbaren Torpedo, der laut Hersteller 400 km/h (ca. 216 kn) erreichen sollte. Es wurde 2005 der Öffentlichkeit vorgestellt, kam jedoch nicht bis zur Serienreife.